# Ghiacciaio Huka Kapo
Il ghiacciaio Huka Kapo è un ghiacciaio lungo circa 4 km situato nella regione centro-occidentale della Dipendenza di Ross, in Antartide. Il ghiacciaio, il cui punto più alto si trova a circa 2000 m s.l.m., si trova in particolare sul versante sud-orientale della dorsale Willett, nell'entroterra della costa di Scott, dove fluisce verso sud-est partendo dall'Altopiano Antartico e scorrendo a sud del colle Edbrooke, lungo il versante meridionale dei picchi Apocalypse, terminando il proprio corso all'incirca a metà dell'estensione di questi ultimi, poco a ovest del termine del ghiacciaio Bryan.

## Storia
Il ghiacciaio Huka Kapo è stato mappato dai membri della spedizione Terra Nova, condotta dal 1910 al 1913 e comandata dal capitano Robert Falcon Scott, ma è stato così battezzato solo nel 2005 dal Comitato neozelandese per i toponimi antartici utilizzando la parola māori "huka kapo" che significa "grandine".